# كوينسي دانيالز
كوينسي دانيالز (بالإنجليزية: Quincey Daniels)‏ (مواليد 4 أغسطس 1941) هو ملاكم أمريكي، مثّل بلاده في الألعاب الأولمبية الصيفية 1960 وحقق الميدالية البرونزية في فئة وزن الويلتر.

## روابط خارجية
كوينسي دانيالز على موقع بوكس ريك (الإنجليزية) (registration required)
- كوينسي دانيالز على موقع أوليمبيديا (الإنجليزية)